# 05A-214 (route russe)
La route 05A-214, est une route régionale dans le kraï du Primorié en Extrême-Orient russe. Elle relie la route fédérale A370 au niveau du village de Razdol'noye dans le raïon de Nadejda à Khassan dans le raïon de Khassan, en traversant uniquement ces deux raïons. Longue de 224 kilomètres, elle est l'axe central du raïon de Khassan, desservant toutes ses localités, et elle mène à la frontière nord-coréenne.

## Description

Ancien panneau de la route

Anciennement dénommé route fédérale A-189, elle est dénommée depuis 2017 route régionale 05A-214. Elle est longue de 224 kilomètres et traverse deux raïons. Le trafic est modéré, sauf en été où il augmente considérablement (la région est touristique). Il y a deux voies, une dans chaque direction, et l'état de la chaussée est relativement bon. La route fait partie de la route asiatique 6.
Elle commence à l'intersection avec la route fédérale A370 au niveau du village de Razdolnoïe dans le raïon de Nadejda. Elle franchit ensuite la Suifen/Razdolnaïa, et part vers le sud-ouest. Elle arrive dans le raïon de Khassan, et dessert entre autres le village de Barabach, la réserve naturelle de Kedrovaïa Pad et le parc national de la Terre du Léopard, a une branche vers Slavianka, le chef-lieu du raïon, une autre branche vers Andreïevka et Zaroubino, une autre vers Possiet, avant de traverser Kraskino. À Kraskino, une route mène vers Hunchun en Chine. Elle continue ensuite pour terminer à Khassan, localité la plus méridionale du Primorié qui est limitrophe de la Corée du Nord,,.

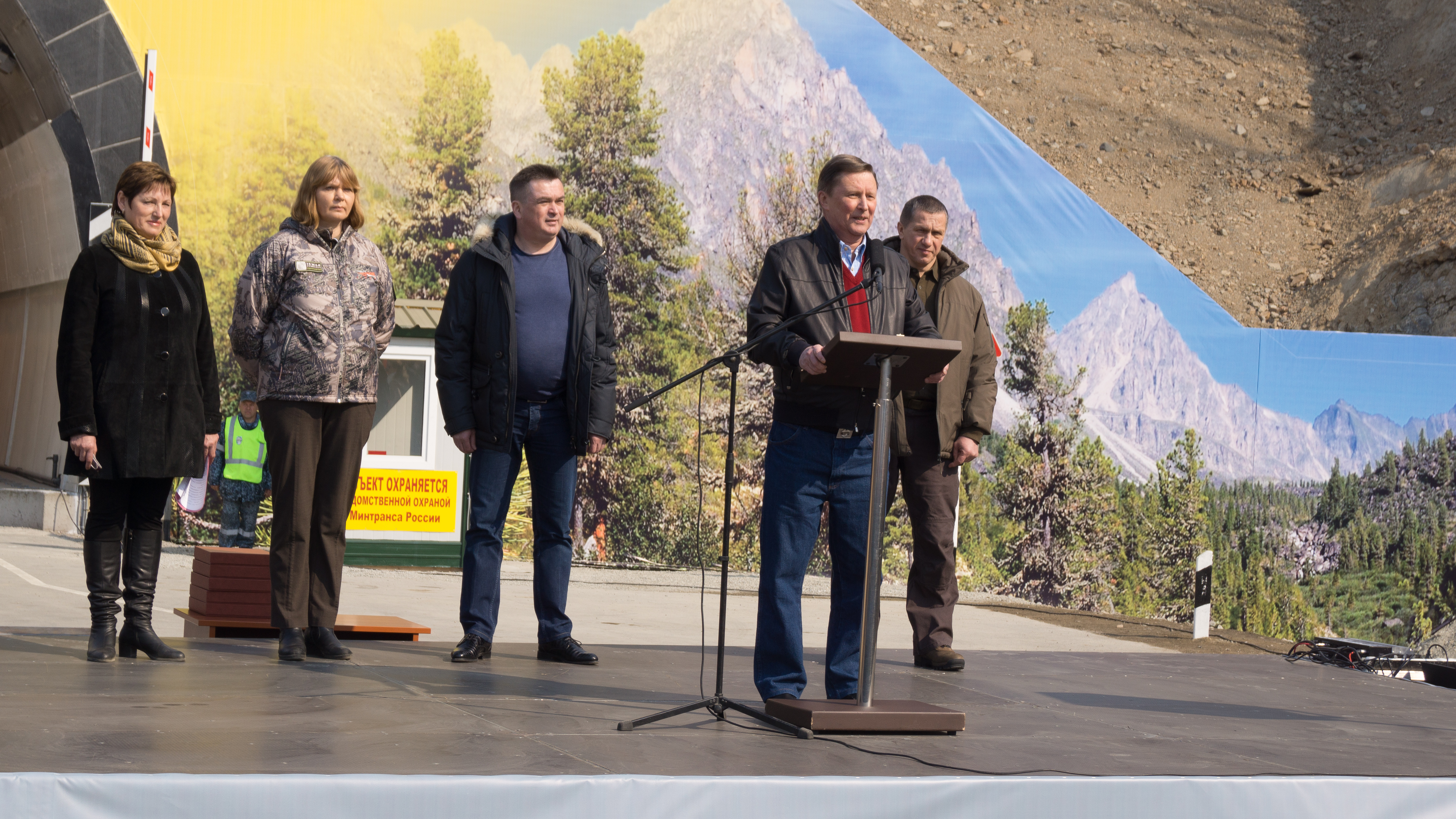
Ouverture du tunnel de la Narva. (de droite à gauche : Youri Troutnev, Sergueï Ivanov, Vladimir Miklouchevski, la cheffe du parc national de la Terre du Léopard Tatiana Baranovskaïa et la représentante de Primavtodor)

Le 26 mars 2016, le tunnel routier de la Narva (ru) a été ouvert sur la route, long de 565 mètres (haut de 5 m et large de 9,25 m), qui franchit le col inférieur de la Narva de la crête Soukhoretchenski, crête délimitant les bassins des rivières Narva et Barabachevka. Il a coûté 1,8 milliard de roubles, a été construit par Primavtodor et était originellement programmé pour ouvrir en automne 2014. Il a été construit par la volonté des autorités afin de limiter l'impact sur la flore et la faune du Primorié. En particulier à l'est du tunnel se trouve la réserve naturelle de Kedrovaïa Pad et à l'ouest le parc national de la Terre du Léopard, et ainsi pour minimiser les perturbations des routes sur les routes de migration du léopard de l'Amour,,.

## Galerie

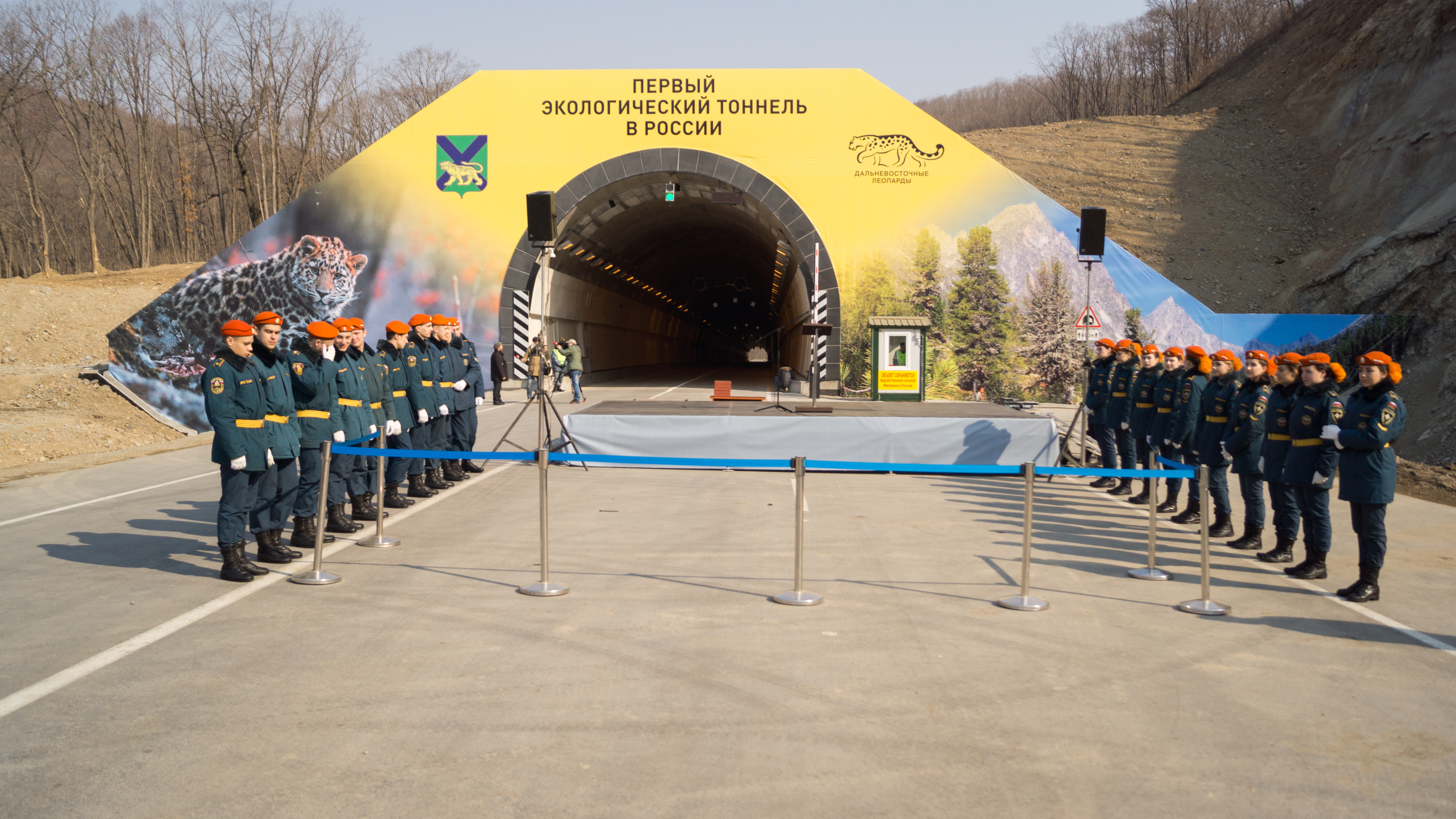
Inauguration du tunnel de la Narva.
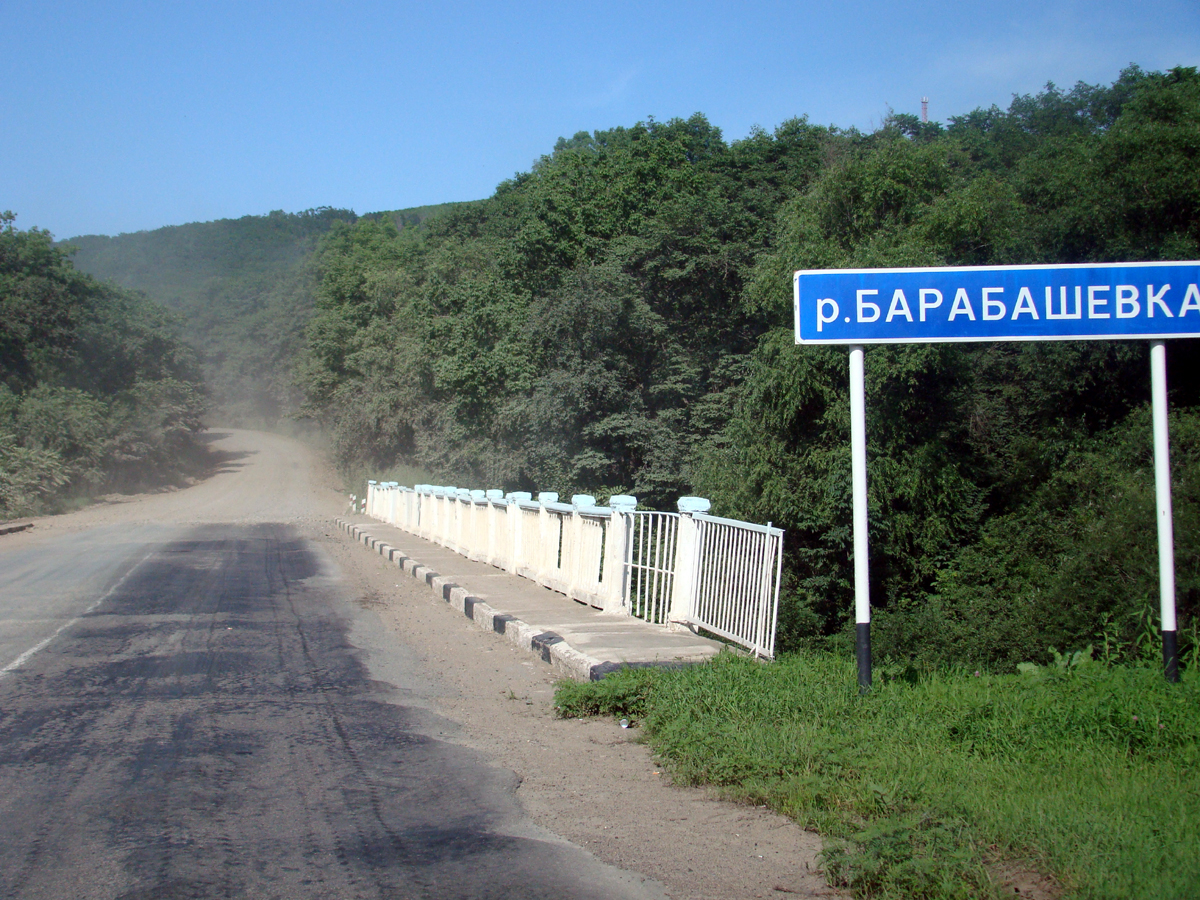
Pont sur la rivière Barabachevka.
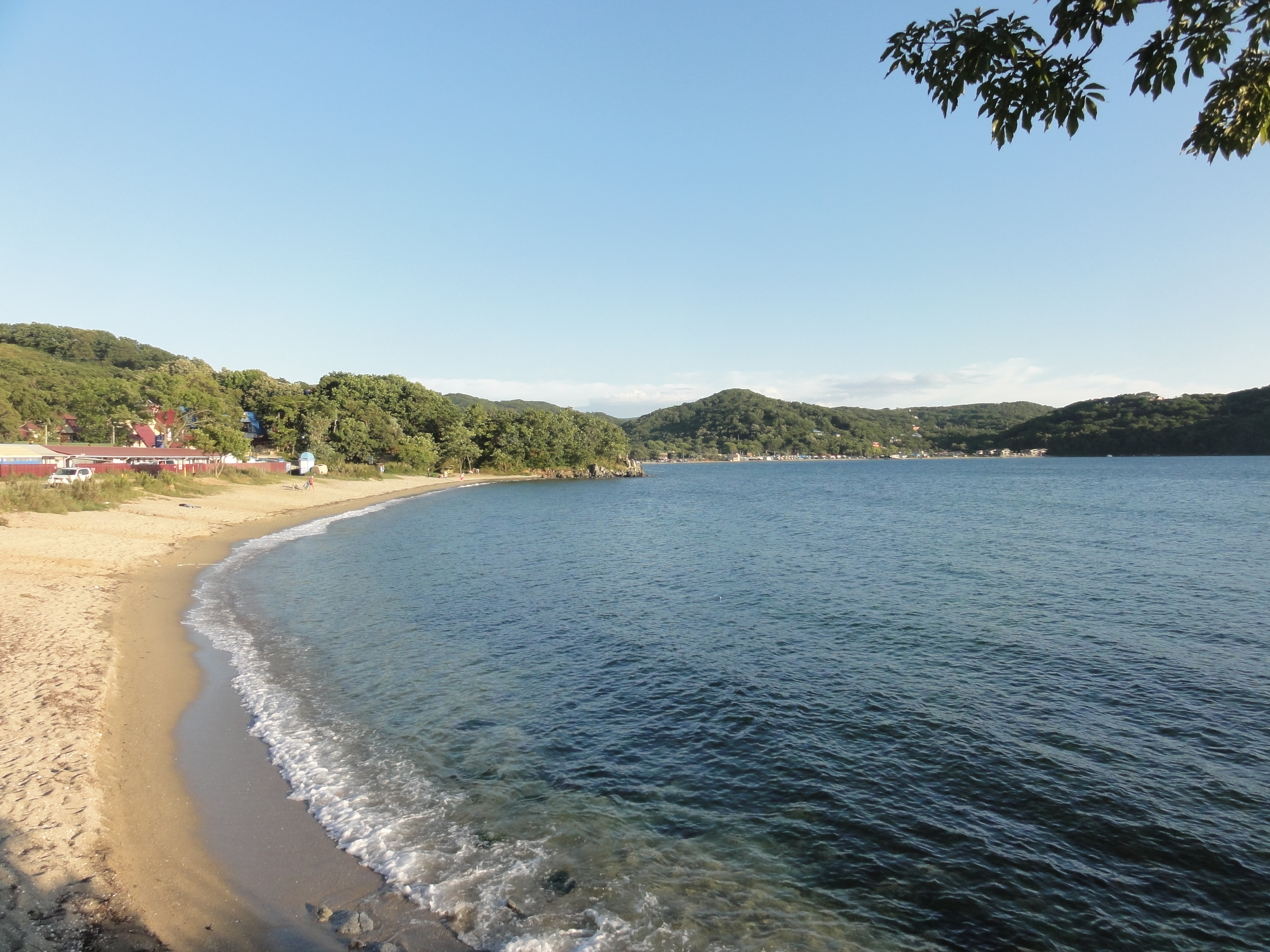
La route (à gauche) près de Khassan longeant la côte.